# 鮫島敬治
鮫島 敬治（さめじま けいじ、1932年〈昭和7年〉2月20日 - 2004年〈平成16年〉12月26日）は、日本の元ジャーナリスト。

## 概要
1932年、中国の大連市で生まれる。
1956年に大阪外国語大学卒業後、日本経済新聞社に入社。
北京特派員時代に文化大革命の混乱で中国当局にスパイ容疑で拘束され、1968年6月から約1年半にわたって抑留生活を送った。
その後、編集委員兼論説委員や論説副主幹、大阪本社編集局長を経て、1985年に取締役、1989年に常務、1992年に専務に就任。
2004年12月26日午前9時20分、呼吸不全により静岡市の病院で死去。72歳没。葬儀・告別式は12月29日に営まれた。

## 著書
- 「8億の友人たち」（日本経済新聞社）
- 「第三世界は挑戦する」（家の光協会）